# فرمان اجرایی ۱۳۷۶۹
فرمان اجرایی ۱۳۷۶۹— با عنوان «حفاظت از ملت در برابر ورود تروریست‌های خارجی به آمریکا» —همچنین شناخته‌شده با نام ماسلِم بَن (ممنوعیت علیه مسلمانان) فرمانی اجرایی است که روز جمعه ۲۸ ژانویه ۲۰۱۷ به امضای دونالد ترامپ رئیس‌جمهور ایالات متحده آمریکا رسید. در پاسخ به حکم یک دادگاه در پرونده ایالت واشینگتن در برابر دونالد ترامپ در تاریخ ۴ فوریه وزارت امنیت میهن آمریکا اعلام کرد که اجرای بخش‌هایی از این فرمان را طبق حکم دادگاه متوقف کرده‌است و وزارت امور خارجه ویزاهایی را که سابقاً معلق شده بودند دوباره معتبر کرده‌است. دادگاه استیناف شعبه نهم ایالات متحده نیز در ۹ فوریه حکم دادگاه ناحیه را تأیید کرد.
ترامپ در روز ۶ مارس ۲۰۱۷ فرمان اجرایی ۱۳۷۶۹ را لغو و فرمان اجرایی جدید ۱۳۷۸۰ را صادر کرد. این حکم نیز در ۳۰ مارس ۲۰۱۷ توسط شعبه دادگاه فدرال در ایالت هاوایی، و مریلند، و دادگاه‌های تجدیدنظر شعبه‌های چهارم و نهم معلق شد و هم‌اکنون در دیوان عالی قرار دارد.
جو بایدن در ۲۰ ژانویه ۲۰۲۱ این فرمان و فرمان اجرایی ۱۳۷۸۰ را باطل کرد.

## مفاد
این فرمان تعداد پناهندگان ورودی به آمریکا را در سال ۲۰۱۷ به ۵۰٬۰۰۰ نفر محدود و برنامه پذیرش پناهندگان ایالات متحده آمریکا را به مدت ۱۲۰ روز به حال تعلیق درآورد تا پس از آن این برنامه به‌طور مشروط برای کشورهای خاصی با اولویت پذیرش ادعاهای پناهندگی از ادیان اقلیت از سر گرفته شود. این فرمان همچنین ورود پناهندگان سوری را تا اطلاع ثانوی ممنوع کرد. فرمان ورود شهروندان هفت کشور مسلمان ایران، عراق، سوریه، لیبی، سومالی، سودان و یمن به آمریکا را فارغ از نوع ویزای آن‌ها به مدت ۹۰ روز ممنوع کرد. پس از ۹۰ روز این فهرست به روزرسانی خواهد شد. فرمان به‌طور موردی اجازه استثناهایی را برای این محدودیت‌ها می‌دهد. وزارت امنیت میهن ایالات متحده آمریکا بعدتر مقیمان دائم (دارندگان کارت سبز) را از این فرمان معاف کرد.
تا ۲۹ ژانویه ۲۰۱۷، نزدیک به ۳۷۵ مسافر تحت تأثیر این فرمان قرار گرفتند.

## واکنش‌های عمومی و جهانی

ممالکِ مشمولِ این فرمان

بلافاصله پس از صدور فرمان، علیه آن دعاوی متعددی از جمله از سوی اتحادیه آزادی‌های شهروندی آمریکا طرح شد که استدلال می‌کنند فرمان، یا اقدامات متعاقب آن قانون اساسی، قوانین فدرال یا تعهدات پیمان نامه‌ای آمریکا را نقض می‌کنند.
این فرمان در سطح بین‌المللی با محکومیت گسترده از جمله از سوی متحدان قدیمی آمریکا روبه رو شد، گرچه برخی چهره‌های بین‌المللی از آن پشتیبانی کردند. جلوگیری سفر و تعلیق پذیرش پناهندگان با انتقاد مقامات ارشد سازمان ملل متحد و گروهی متشکل از ۴۰ برنده جایزه نوبل و هزاران دانشگاهی مواجه شد. ده‌ها گروه پزشکی و علمی با آن مخالفت کردند. به دنبال اقدام دونالد ترامپ، گروه‌های حقوق بشری این تدابیر را تبعیضآمیز خواندند و گفتند که باعث سرگردانی پناهجویان در نواحی خطرناک می‌شود و وجهه ایالات متحده به عنوان سرزمین مهاجران را خدشه‌دار می‌کند. گروه‌های مدنی طرفدار مهاجران و پناهندگان می‌گویند که در حال بررسی جزئیات دستورالعمل‌های جدید ترامپ هستند و در برابر مواردی که خلاف قانون اساسی باشد به آن اعتراض خواهند کرد. این دستور همچنین با انتقاد چهره‌های برجسته از جمله مارک زاکربرگ بنیان‌گذار فیس‌بوک و شماری از برندگان جایزه نوبل و دانشگاهیان برجسته در آمریکا روبه‌رو شده‌است. شان اسپایسر سخنگوی کاخ سفید تدابیر تازه را «بررسی سختگیرانه» سابقه افراد توصیف کرد.
- ترانه علیدوستی یکی از هنرمندان دعوت شده به اسکار ۲۰۱۷ در اعتراض و واکنش به این تصمیم و با نژادپرستانه خواندن این اقدام در صفحهٔ توییتر خود اعلام کرد که در مراسم اهدای جوایز اسکار در لس‌آنجلس شرکت نخواهد کرد.[۲۱]
- اصغر فرهادی با نگارش یادداشتی که در نیویورک تایمز منتشر شد، اعلام کرد در مراسم اسکار ۲۰۱۷ حضور نخواهد داشت.[۲۲] وی در ششم اسفند ماه ۱۳۹۵ خورشیدی، انوشه انصاری و پروفسور فیروز نادری را به‌عنوان نمایندگانش برای حضور در مراسم اسکار معرفی کرد.[۲۳] در این مراسم، فیلم فروشنده توانست جایزهٔ اسکار بهترین فیلم خارجی‌زبان را به‌دست‌آورد و در پی آن، انوشه انصاری و فیروز نادری، جایزهٔ اسکار را به جانشینی از سوی وی دریافت کردند.[۲۴]
- صادق خان -شهردار لندن- این فرمان را شرم‌آور و ظالمانه خوانده‌است.[۲۵]
- پس از امضای فرمان جدید مهاجرت، شرکت‌های بزرگی همچون اپل، گوگل، مایکروسافت، اوبر و نتفلیکس از امضای چنین قانونی اظهار نگرانی و با آن مخالفت کردند؛ به‌طوری‌که حتی اوبر و گوگل به ترتیب ۳ و ۴ میلیون دلار برای پشتیبانی از رانندگان و کارکنان مهاجر خود، اختصاص دادند.[۲۶]
- هاوارد شولتز، مدیر عامل اجرایی و رئیس هیئت مدیره شرکت قهوه‌خانه های زنجیره‌ای آمریکایی «استارباکس»، در واکنش اعلام کرد در طول ۵ سال آینده، ۱۰۰۰۰ پناهجو را در این شرکت استخدام خواهد کرد. وی گفت: استخدام (پناهجویان) در فروشگاه‌های سراسر جهان انجام می‌شود و این کار از آمریکا آغاز خواهد شد. اولویت استخدام با مهاجرانی است که به عنوان مترجم و پرسنل پشتیبانی به سربازان آمریکایی خدمت کرده‌اند.[۲۷][۲۸][۲۹]
- گوگل، لوگوی خود را به عکس «فرد کورماتسو»، فعال حقوق مدنی آمریکایی-ژاپنی تغییر داد. این فعال به بازداشت دسته‌جمعی ژاپنی‌ها در آمریکا، پس از حمله ژاپن به پرل‌هاربر اعتراض داشت.[۳۰]
- کمپانی ژاپنی راکوتن که مالکیت سرویس پیامرسان وایبر را در اختیار دارد، در اعتراض به فرمان مهاجرت ترامپ، مکالمات از آمریکا به ۷ کشور ممنوع شده را رایگان کرد.[۲۶] این درحالیست که این پیامرسان در ایران فیلتر است.
- حسن روحانی در واکنش به این فرمان ترامپ گفت:

از کسانی که به‌تازگی به عالم سیاست وارد شده‌اند بیش از این انتظار نمی‌رود و تا خود و اطرافیانش بخواهند این مسایل را درک کنند، زمان زیادی طول می‌کشد و خسارات زیادی به مردم کشور خود و سایر ملت‌های جهان وارد خواهد کرد.

### پشتیبانی عربستان و امارات متحده عربی
مقامات عربستان سعودی و امارات متحده عربی اما به این دستور، واکنش مثبت نشان دادند. به‌طور کلی از سال ۱۹۷۵ تا پایان ۲۰۱۵ میلادی دوهزار و سیصد و شصت و نه آمریکایی توسط شهروندان عربستان سعودی در حملات تروریستی کشته شده‌اند و در همین دوره زمانی، ۳۱۴ آمریکایی توسط شهروندان امارات و ۱۶۲ آمریکایی نیز توسط شهروندان مصر کشته شده‌اند، چراکه این سه کشور خاستگاه حملات ۱۱ سپتامبر بودند. این درحالی است که نام سه کشور، عربستان، امارات و مصر در فهرست منع ورود اتباع آن‌ها به آمریکا وجود ندارد.
- در همین رابطه، عبدالله بن زاید آل نهیان وزیر خارجه امارات متحده عربی در نشست مطبوعاتی خود با سرگئی لاوروف و با استقبال از این فرمان گفت:به تأکید دولت آمریکا مبنی بر اینکه فرمان ترامپ دربارهٔ مهاجرت مسلمانان را هدف قرار نمی‌دهد، احترام قائل هستیم.[۳۳]

### اعتراضات مردم آمریکا
از ۲۸ ژانویه اعتراضاتی در فرودگاه بین‌المللی جان اف کندی نیویورک و دیگر فرودگاه‌های بین‌المللی آمریکا آغاز شدند.

### تیم کشتی آمریکایی در ایران
وزارت امور خارجه ایران در واکنش، تیم ملی کشتی ایالات متحده آمریکا را از ورود به کرمانشاه و شرکت در مسابقات جام‌جهانی کشتی آزاد ۲۰۱۷ محروم و اعلام نمود که به کشتی‌گیران آمریکایی، روادید نخواهد داد. در ادامه این تصمیم، فدراسیون کشتی جمهوری اسلامی ایران نیز با ارسال نامه به اتحادیه جهانی کشتی خواستار اعلام تیم جایگزین به جای تیم آمریکا شد. این واکنش با توجه به قوانین اتحادیه جهانی کشتی مبنی بر اینکه کشور میزبان باید بدون قیدوشرط برای تیم‌های مهمان ویزا صادر کند، ممکن بود موجب گرفته‌شدن میزبانی جام جهانی از ایران شود.
آسوشیتد پرس در گزارشی به این موضوع پرداخت و نوشت: ممنوعیت حضور آزادکاران آمریکایی در جام جهانی کشتی شهر کرمانشاه در ایران باعث ناامیدی آنها شده‌است. جردن باروز کشتی‌گیر آمریکایی، تورنمنت ایران را فرصتی برای احیای اعتبار خود می‌دانست، اما به نظر می‌رسد چنین اتفاقی رخ نخواهد داد. این کنش با واکنش‌های متفاوتی در درون و بیرون از ایران همراه بوده‌است.
- «ریچ بندر» -مدیر اجرایی فدراسیون کشتی آمریکا- دربارهٔ حضور تیم ملی کشتی آزاد آمریکا در مسابقات جام جهانی ایران گفته بود:این مسابقات، مسیر همکاری و حسن نیت بین کشتی ایران و آمریکا را ادامه می‌دهد و نمونه‌ای از سیاست‌های تأثیرگذاری است که از راه ورزش، ملتهای ایران و آمریکا را نزدیک می‌کند.[۳۸]

## واکنش‌های قانونی
این فرمان اجرایی، از زمان اجرا با چالش‌های قانونی گوناگونی مواجه شده‌است. این طرح دعوی‌ها، با مبانی مختلف می‌گویند که این فرمان به‌طور کلی یا جزئی غیرقانونی است.
وزیر موقت دادگستری آمریکا، با این فرمان مخالفت کرد. ترامپ، با خیانت خواندن کنش وی، او را اخراج کرد.

### ایالت نیویورک
آن دانلی - قاضی فدرال آمریکایی در نیویورک - در ساعت ۹ شب ۲۸ ژانویه به وقت نیویورک؛ بخشی از فرمان مهاجرتی ترامپ را موقتاً متوقف کرد و حکم کرد پناهندگان، مهاجران و دارندگان روادید را نمی‌توان به کشورشان پس فرستاد. این تصمیم در خصوص کسانی بود که در حال ترانزیت، یا در فرودگاه‌های آمریکا بودند.
دادگاه‌های فدرال، احکام اضطراری صادر کردند که دستگیری، اخراج یا سد کردن عبور مسافران قانونمند را تا زمان صدور حکم نهایی متوقف می‌کنند. در ۲۸ ژانویه یک دادگاه فدرال در بروکلین موقتاً اجرای بخش‌هایی از فرمان را متوقف کرد؛ ولی دادگاه نه افرادی را که تحت تأثیر آن قرار گرفته بودند به کشور راه داد، نه حکمی در خصوص مطابق بودن آن با قانون اساسی صادر کرد.

### ایالت ماساچوست
در ۲۹ ژانویه، یک دادگاه فدرال در بوستون موقتاً بازداشت افراد تحت تأثیر آن را که «در غیاب فرمان اجرایی، قانوناً مجاز به ورود به آمریکا بودند» را جلوگیری کرد. این حکم دادگاه امکان ورود مهاجرین قانونی از هفت کشور جلوگیری شده به آمریکا از طریق فرودگاه بین‌المللی لوگان بوستون را بازمی‌گرداند.

### ایالت واشینگتن
ایالت واشینگتن شکایت ایالت واشینگتن در برابر ترامپ را علیه فرمان اجرایی تقدیم دادگاه کرد. ایالت مینه‌سوتا بعدتر به شکایت پیوست. شرکت آمازون و اکسپدیا بیانیه‌هایی در پشتیبانی از پرونده تقدیم دادگاه کردند.
در ۳ فوریه، قاضی فدرال جیمز روبارت، بخش‌های بزرگی از فرمان اجرایی از جمله جلوگیری سفر و تعلیق پناهندگی به جز محدودیت ۵۰۰۰۰ نفر را در سطح کشور به حال تعلیق درآورد؛ او گفت که شاکیان «صدمه فوری و جبران ناپذیر» را به نمایش گذاشته‌اند و احتمالاً در به چالش کشیدن حکومت فدرال موفق خواهند بود. حکم روبارت امکان اعمال منع ۹۰ روزه سفر از هفت کشور و نیز همه محدودیت‌ها بر پذیرش پناهندگان اعمال شده از سوی فرمان اجرایی را از حکومت فدرال سلب کرد.
روبارت با یادکردن از حکم قبلی یک دادگاه حوزه تگزاس علیه یک برنامه مهاجرتی دولت اوباما که آن را در سطح کشور متوقف کرد، صریحاً نوشت که داوری او به کل کشور قابل اعمال است.

#### صدور دوباره روادید
وزارت امنیت میهن در پاسخ به حکم روبارت در ۴ فوریه گفت که از اعمال فرمان اجرایی دست کشیده، و وزارت امور خارجه نیز ویزاهایی را که قبلاً معلق شده بودند را فعال کرده‌است.

### پاسخ قوه مجریه
پس از صدور حکم، وزارت امنیت داخلی اعلام کرد که همچنان به اجرای همه فرمان اجرایی ادامه می‌دهد و این که «سفر منع شده ممنوع باقی خواهد ماند.» وکلای مسافران تحت تأثیر در ۲۹ ژانویه گفتند که برخی مقامات مایل به پیروی از حکم قاضی نبودند. در همان روز، راینس پریبس رئیس کارکنان کاخ سفید، اعلام کرد حوزه اثر فرمان تغییر می‌کند و این که فرمان دیگر شامل دارندگان اقامت دائم (یعنی دارندگان کارت سبز) نخواهد بود و این که فرمان «در ادامه» به‌طور موردی اجازه ورود استثناهایی را خواهد داد. به هر روی، بسیاری از مسافران در بازداشت به دلیل این فرمان از ۲۸ ژانویه ساعت‌ها بدون دسترسی به خانواده، دوستان یا کمک قانونی نگه داشته شده بودند.
در ۳ فوریه، وزارت دادگستری ایالات متحده آمریکا خواهان برقرار ماندن اضطراری فرمان اجرایی و لغو حکم قاضی روبارت شد که موقتاً فرمان اجرایی را در سطح کشور متوقف می‌کرد. اما دادگاه استیناف حوزه نهم ایالات متحده آمریکا درخواست فوری ترامپ برای لغو حکم دادگاه حوزه فدرال در ایالت واشینگتن را رد کرد. در ۹ فوریه هیئتی متشکل از سه قاضی دادگاه استیناف حوزه نهم به اتفاق آرا درخواست توقف حکم قاضی روبارت را رد کردند.

## ابطال
جو بایدن در نخستین روز ریاست‌جمهوری خود، این فرمان و فرمان اجرایی 13780 را باطل کرد.